# La Première Leçon du sorcier
La Première Leçon du sorcier (titre original : Wizard's First Rule) est le premier tome du cycle L'Épée de vérité, sorti en 1994. Il a été écrit par Terry Goodkind. Il s'est vendu à plus de vingt millions d'exemplaires en quelques mois.[réf. nécessaire]

## Histoire
Le livre se déroule sur une terre magique (Le Nouveau Monde), semblable à la Terre du Milieu de Tolkien, dans laquelle trois contrées coexistent:
- Terre d'Ouest
- Contrées du Milieu
- D'Hara

### 1reContrée
La première, celle où commence l'intrigue s'appelle "Terre d'Ouest". Elle est régie par une sorte de roi nommé Premier Conseiller et ses habitants sont tous humains, menant leurs vies paisiblement et sans menace particulière, si ce n'est "Ce-qui-sort-des-forêts". Ils sont pour cela protégés par une organisation particulière qui ne dépend que peu ou prou du gouvernement : les Gardes-Frontières. Ils sont spécialement entraînés pour vivre et survivre dans la forêt qui sépare les Terres d'Ouest de la barrière magique derrière laquelle se trouvent les Contrées du Milieu, un continent mythique.
La capitale de Terre d'Ouest, Hartland, est une ville magnifique quoique beaucoup moins qu'Aydindril dans les Contrées du Milieu ou que le Palais du Peuple en D'Hara.
La magie est bannie de Terre d'Ouest, ses habitants savent d'après les Légendes Anciennes qu'auparavant les Trois Contrées (Terre d'Ouest, Contrées du Milieu et D'Hara) ne formaient qu'une seule et même contrée dont on ignore le nom.

### 2eContrée
La deuxième de ces  terres est la sus-nommée Contrées du Milieu qui s'étend entre les deux "Frontières". Les Contrées du Milieu sont composées, à l'inverse de Terre d'Ouest, d'une multitude de royaumes, duchés et pays. Elles sont régies par des lois et règles très particulières, telles que la réglementation de la longueur des cheveux des femmes. Elles sont contrôlées par le conseil, qui se situe en Aydindril.

### 3eContrée
La troisième de ces terres est D'Hara, dont la capitale est "Le Palais du Peuple". Elle est dirigée par un seul homme (Darken Rahl), qui se dit le "Père du peuple", mais n'est en fait qu'un tyran.
À noter qu'il existe une autre contrée : "l'Ancien Monde" révélé dans le deuxième tome.

### Résumé
Richard Cypher, un paisible garde forestier, vit en Terre d'Ouest, une contrée dirigée par son frère Michael Cypher, le Premier Conseiller. Cette contrée, dont la magie a été bannie, est séparée par une frontière magique des Contrées du Milieu, une terre fortement imprégnée de magie dont les coutumes sont très diverses de celles de Terre d'Ouest. 
Sa rencontre avec Kahlan, une mystérieuse jeune femme (plus puissante qu'elle en a l'air) qu'il va sauver de la mort, va bouleverser sa vie à jamais et l'entraîner dans une grande aventure pour défaire le tyran Darken Rahl. Aidé de son ami Zedd qui va se révéler un puissant allié et de Kahlan qui va devenir son guide à travers les mystérieuses Contrées du Milieu, Richard va tout faire pour empêcher Rahl de s'emparer d’artefacts magiques qui le conduiraient à une victoire totale, et sauver Kahlan d'une mort certaine au cas où cette victoire se produirait.

## La première leçon du sorcier
« Les gens sont stupides ! » : Les gens ont tendance à tenir pour vrai ce qu'ils souhaitent être la vérité ou ce qu'ils redoutent être la vérité.

## Série télévisée
Une série télévisée basée sur ce premier tome est réalisée et comporte quarante-deux épisodes divisés en 2 saisons. Intitulée Legend of the Seeker : L'Épée de vérité, elle est produite par Sam Raimi.